# Брэннан, Джей
Джей Брэ́ннан (англ. Jay Brannan) (род. 29 марта 1982 в Хьюстоне, штат Техас, США) — американский музыкант, певец, автор песен, актёр.

## Биография

### Ранние годы
Джей родился и вырос в Техасе. После окончания школы один семестр отучился в Университете Цинциннати. После того как он бросил учёбу, Джей переехал в Калифорнию, чтобы попытать удачу найти работу в качестве актёра. В Лос-Анджелесе он пришёл к решению посвятить себя своей второй страсти — музыке. В возрасте 20 лет он впервые взял в руки гитару и начал писать песни, не проходя никакого обучения и не пользуясь ничьей помощью. Источником вдохновения для начинающего автора-исполнителя стали песни «одиноких певиц» из его музыкальной коллекции. После двух лет в Калифорнии Джей переехал Нью-Йорк, где он и живёт до сих пор.

### Карьера
В 2002 году один из друзей Джея показал ему объявление в журнале BackStage о кастинге на фильм «Клуб „Shortbus“» и Джей отправил своё видео-резюме. В 2006 году он сыграл роль Сета в этом фильме, режиссёром которого был Джон Кэмерон Митчелл. Одна из песен Джея, Soda Shop, вошла в саундтрек к фильму.

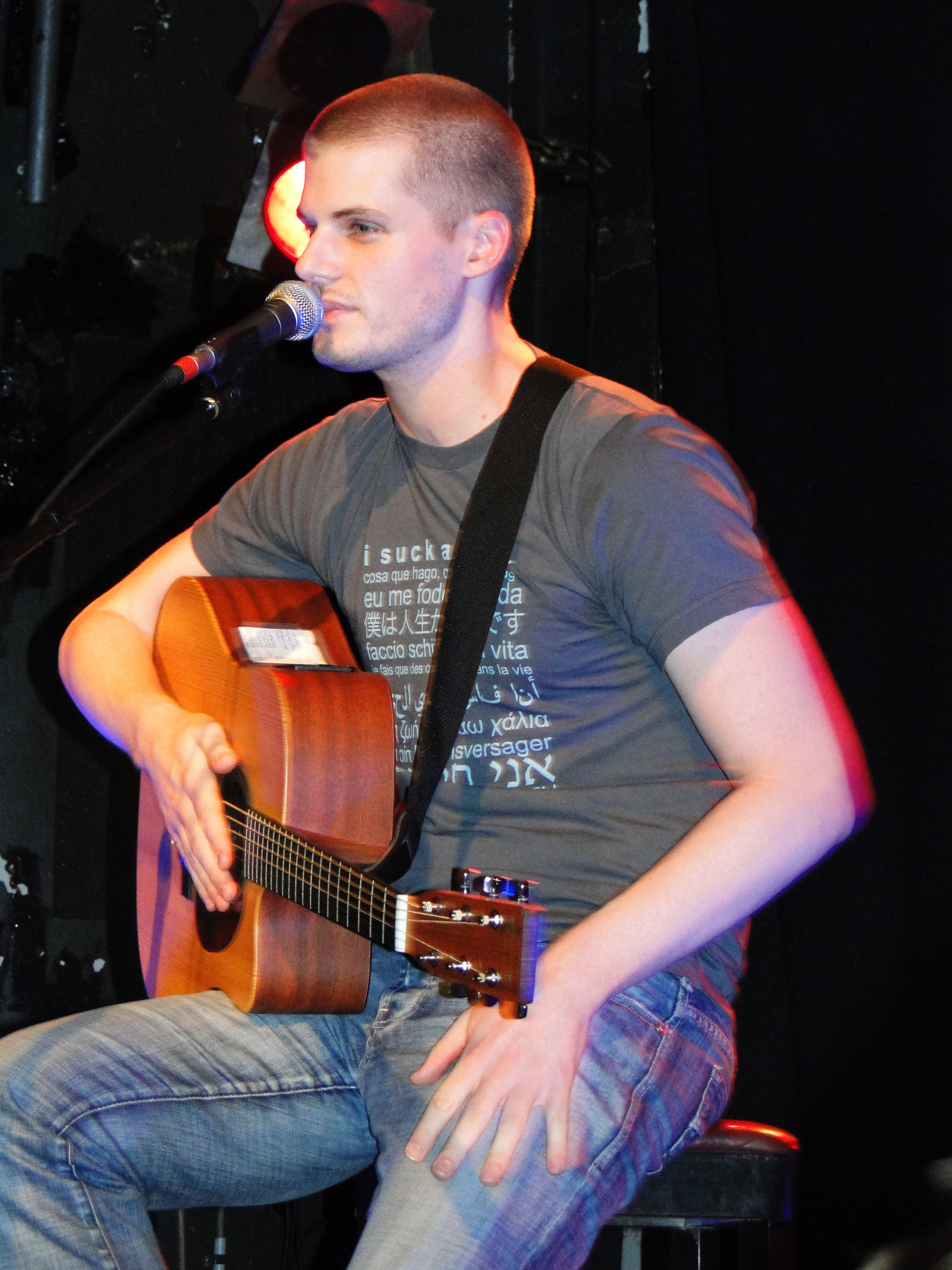
Брэннан в Гамбурге (2009)

Актёрский дебют Джея Брэннана, доброжелательно воспринятый прессой, открыл ему путь к музыкальному успеху: по количеству скачиваний в интернете песня Soda Shop, исполняемая им по роли, стала самым популярным треком фильма. Презентации киноленты, на которых он начал представлять свои песни, открыли доступ к международной аудитории и способствовали его популярности как музыканта. С этого времени Джей начал регулярно давать концерты. Свои выступления он сочетал с работой корректора в переводческом бюро.
Приверженность Джея Брэннана к DIY-этике помогла ему достичь в короткий период времени изрядной популярности в интернете. Многие из своих песен он делал доступными для скачивания или онлайн-стримминга сразу же по их написанию. Известность получили так же им самим сделанные видео, которые он выставлял в интернет. На Myspace, Facebook und YouTube их просмотрели около 4 миллионов поклонников.
Летом 2007 года Джей Брэннан выпустил мини-диск Unmastered на своём собственном лейбле Great Depression Records. Лимитированное издание в 1000 экземпляров — каждый компакт-диск с иным полоройдным изображением Джея — разошлось за один день.
Летом 2008 года вышел альбом Goddamned. Затем последовали гастроли в США, Европе и Австралии. Альбом был записан в Лос-Анджелесе вместе с продюсером Will Golden. Мелодичные фолк-песни в классической северо-американской традиции авторского исполнения имеют акустическую аранжировку с частичным использованием смычковых инструментов. По своей образно-тематической направленности они мрачны, пессимистичны. С прямой откровенностью и без боязни задеть чувственные души Брэннан рассказывает о пронизанном ложью мире, разрушенных отношениях, религиозном лицемерии и разочаровании. Летом 2009 года вышел новый мини-альбом певца In Living Cover. Наряду с двумя собственными композициями он содержит семь кавер-версий, в том числе Blowing In The Wind Боба Дилана и Zombie группы The Cranberries.
27 марта 2012 года вышел второй студийный альбом певца Rob Me Blind. 6 апреля он дебютировал на 17-м месте чарта Top Heatseekers и на 11 месте в Folk Albums.

## Музыкальный стиль
Джей Брэннан соединяет в своём творчестве стиль северо-американского авторского исполнения с элементами поп-музыки. Для его песен характерны весьма редуцированный саунд с преимущественно акустической аранжировкой и минимальной инструментовкой. Стилистически он ориентируется на таких авторов песен и исполнителей как Трэйси Чэпмен и Джони Митчелл, ибо ему нравится the sound of the angry, sad women. Некоторые критики видят музыкальную близость к таким певицам, как Ани ДиФранко, Лиса Лоб, Шинейд О’Коннор и Лиз Фэр.

## Работы

### Дискография
- Unmastered (2007)
- Goddamned (2008)
- In Living Cover (2009)
- Rob Me Blind (2012)
- Live at Eddie’s Attic (2012)
- Always, Then, & Now (2014)

### Фильмография
| Год  |   | Русское название  | Оригинальное название | Роль  |
| ---- | - | ----------------- | --------------------- | ----- |
| 2006 | ф | Клуб «Shortbus»   | Shortbus              | Сет   |
| 2007 | ф | Обнимая Тревора   | Holding Trevor        | Джейк |
| 2012 | ф | Поцелуй проклятой | Kiss of the Damned    | Ханс  |

### Видеоклипы
| Год  | Песня             | Ссылка |
| ---- | ----------------- | ------ |
| 2007 | Body’s a Temple   |        |
| 2008 | Housewife         |        |
| 2009 | Can’t Have It All |        |
| 2012 | Beautifully       |        |
| 2012 | Rob Me Blind      |        |
| 2014 | Blue-Haired Lady  |        |
| 2014 | Square One        |        |